# 西安交通大学
西安交通大学(せいあんこうつうだいがく、Xi'an Jiaotong University)は、中華人民共和国陝西省西安市にある理工系大学で、上海交通大学と並び国務院教育部直轄の理工系重点大学の一つである。中国の副部級大学の一つである。複数の国家重点実験室も持っている。中国の九校連盟、985工程、211工程、双一流の成員校である。

## 概要
学院（学部）数は19。3つの付属病院を有する。学生数約3万人（うち大学院生1万2千人）、専任教職員数は5600人である。
西安交通大学は中国で最も早く創立された二つの近代高等教育機関の一つである。前身は1896年に創立された上海の南洋公学で、中華民国成立後、1921年に唐山工業専門学校等と合併し、交通部（省）管轄としての交通大学が成立し、上海・唐山・北京の３校舎となる。中華人民共和国成立後、1956年に上海校舎が西安に移転され（一部上海残留）、1959年に西安・上海両校舎をそれぞれ独立させ、西安交通大学と上海交通大学とした。2000年には西安医科大学、陝西省財経学院と合併し現在に至っている。現在西安交通大学は教授と助教授は合わせて2000人あまりいる。在校生は約32700人、その中で博士課程と修士課程の院生は合わせて約11000人いる。西安交通大学は海外の交流と協力を重視している。今までほぼ20数カ国の100以上の大学および研究機関と提携関係を結んでいる。また海外の留学生のために奨学金を設立して、成績が優秀な学生に提供する。1950年以来、30カ国からの3000人あまりの留学生と研修生を養成してきた。留学生たちは中国語、医学、管理、機械などの専攻の学位を獲得した。医学留学生は英語で授業を受ける。10年前から医学留学生を募集し始めた。 
中国政府の211国家大学建設計画では、全国で7つの重点大学のうちの一つに選ばれている。また、985国家大学建設計画においては、中国中西部で唯一、世界的に通用する大学を目指して建設がすすめられている。
現在中国西部においては規模、研究水準ともに最高峰の大学である。
慶應義塾大学、大阪大学などと学術交流協定を締結しており、慶應義塾大学のGlobal COEの情報電気電子分野のアジア唯一の連携大学である。
留学生も積極的に受入れている。
中国版「アイビーリーグ」
2009年10月12日に北京大学、清華大学、浙江大学、ハルビン工業大学、復旦大学、上海交通大学、南京大学、中国科学技術大学、西安交通大学の9校（C9）は相互協力・交流の強化、教育資源の相互補完、ハイレベル人材の育成等を図るため、「一流大学人材育成協力・交流協議書」を締結した。中国版の「アイビーリーグ」結成に向けて第一歩を踏み出した。

## 沿革
- 1896年 - 前身の上海南洋公学が上海にて設立
- 1921年 - 唐山工業専門学校等と合併し、交通部（省）管轄としての交通大学が成立（上海・唐山・北京）
- 1956年 - 校舎を上海から西安へ移設（上海にも一部残留）
- 1959年 - 西安・上海両校舎をそれぞれ独立させて、西安交通大学と上海交通大学とした
- 2000年4月 - 西安医科大学と財経学院を併合

## 学科ランキング
2012年度の「中華人民共和国教育部学科評価」により、中国国内において特に強みを持つ研究分野は以下である。
| 中国国内の順位 | 専攻分野             |
| -------------- | -------------------- |
| 2              | 動力工程と工程熱物理 |
| 1              | 工商管理学           |
| 9              | 数学                 |
| 7              | 力学                 |
| 2              | 電気工学             |
| 4              | 電子科学と技術       |
| 7              | 控制科学と工程       |
| 4              | 機械工学             |
| 2              | 管理科学と工程       |

西安交通大学日語系は理系で中国でははじめて設立された日本語科として伝統があり、通訳・翻訳コースの修士課程も有している。

## 日本における協定校
日本の大学と交換留学プログラムを提携する。
- 埼玉大学
- 千葉大学
- 慶應義塾大学
- 日本医科大学
- 法政大学
- 東京大学
- 東京理科大学
- 東京電機大学
- 東京工業大学
- 共立女子大学
- 山梨学院大学
- 名古屋大学
- 名古屋工業大学
- 京都大学
- 龍谷大学
- 同志社大学
- 同志社女子大学
- 大阪大学
- 神戸大学
- 武庫川女子大学
- 岡山大学
- 愛媛大学
- 北九州市立大学

部局間協定
- 獨協医科大学と医学部
- 岡山大学 自然科学研究科と西安交通大学
- 宮崎県立看護大学と看護学部